# Писарево (област Шумен)
 За другото българско село вижте Писарево (Област Велико Търново).  
Писарево е село в Североизточна България. То се намира в община Нови пазар, област Шумен.

## История
Селото е създадено около 1750 г. в горист край, наречен „Дели орман“ (Лудогорие).
Заселено е само с турци и се дели на три махали: Хасин махала (долната), Юзунлир махала (средната) и Хадживели махала (горната).
Село наброява около 60 малки къщурки. Поради това, че селото са намира в глух и затънтен край, заобиколен от буйна гориста растителност дава убежище на много турски крадци и разбойници. В селото училище няма. Данъците са натурални, събират се от приходящ слабограмотен турчин, който по-късно отсяда в селото. Събират се по следния начин: на 10 – 15 кръстци пшеница се взема по 1 кръстец или на 10 крини овършана пшеница – 1 крина. По-късно този данъкосъбирач се нарича „Язаджия“.
По името на този писар, селото получава името „Язаджи“, а в някои писмени източници се споменава като Язъджикьой и Язаджилар.
По време на османското владичество селото се е местило неколкократно – в. м. Саите, в. м. Кютлюка, в м. Мералари и накрая на сегашното си място. С името Язъджи е записано в Джелепкешанския данъчен регистър от 1573 г. Има свидетелства за разавито овцевъдство. В данъчния регистър за ревизирани количества ечемик, селото е посочено към кааза Нови Пазар (1676 г.).
По време на Априлското въстание през 1876 г. в селото не се получават особени раздвижвания, поради това че населението е чисто турско.
По-късно, по време на Руско-турската освободителна война през 1877 – 1978 г., през селото минават руски войски, на които турското население продава домашни животни, предимно патки, пуйки и кокошки на стойност 1, 2 или 3 турски лири.
След освобождението от турско владичество, в селото за пръв път започват да идват българи, предимно дюкенджии. При влизане в селото дюкенджията развявя поставен на прът разноцветен плат, нещо подобно на байряк. Този байряк известява турското население, че е пристигнал дюкенджията.
Първият българин, който се заселва в с. Язаджи е дошъл от Върбица и понеже е отворил бакалия и се е казвал Никола Вълчанов, населението го нарича „Дюкенджи Кольо“. Бакалията е отворена в къщата на Муси Сали.
Никола Вълчанов се заселва в селото около 1890 година. След това селото започва бързо да нараства. След Дюкенджи Кольо се заселва и вторият българин – дядо Георги Тракийски. Идват и други заселници от Тракия. От с. Бериево са родовете Драганлиите, Топалите, Радосовци; от с. Видима – Манаилите; от с. Дамянаво – Геновците, Кривошиите; от с. Кръвеник – Хаджиите, които са взели дейно участие в Априлското въстание през 1876 г. Когато през 1900 г. започва масово изселване на турците, тук започват да се заселват все повече и повече българи и до 1903 година българското население в селото надминава по численост турското.
Новото население развива грънчарството в селото. Работилниците за грънци в с. Писарево достигат няколко десетки. За това спомага и откритата висококачествена глина. Основно занятие си остава земеделието. Слабо застъпени са зидарството, коларството, кираджийството, ковачеството.
По единодушно съгласие през 1903 г. се отваря първото частно училище в селото. За учителка е наета Василка Ефтимова на възраст 20 години от гр. Шумен с третокласно основно образование. На 26 октомври 1903 година започва да функционира първото в с. Язаджи училище в къщата на Никола Вълчанов. Училището започва занятия с три класа – първи, втори и трети клас или първо, второ и трето отделение. На 1 май 1904 година се провеждат първите годишни изпити в училището. По-късно училището се премества в къщата на Юмер Халилов. През 1911 г. започва строеж на ново училище в центъра на селото и през 1914 г. са открити редовните занятия в новото училище. През учебната 1944 – 45 г. главен учител е Веска Кръстева. Други данни за училището от документите няма. По сведения от ОНС – отдел „Просвета“ е закрито през 1973 г.
През 1912 г. е направена църквата в селото. Тя е построена под настоятелството на Пенко Вълчев и Христо Марков. Църквата е осветена през 1921 г. от Варненски и Преславски митрополит Симеон. За точна дата на основаване на Църковното настоятелство в с. Писарево няма запазени документи. За председател по право се избирал свещеника, а останалите членове се избирали от християните за 2 години в определен празничен ден от Варненско – Преславската митрополия и съгл. чл. 85 от епархийския устав. Към енорията влизат църковните настоятелства в селата Писарево (Язаджилар), Красен дол (Чанакчи) и Тръница (Чалъкчар). Храмът се именува „Света Богородица“. Освен свещеник, църквата е обслужвана от певци, клисар, касиер и прислужник.
През Балканските войни през 1912 – 1913 г. от с. Писарево загиват 13 души, а 15 са наградени с кръст за храброст. През Първата световна война 1915 – 1918 г. загиналите от селото са 20 души. През 1922 г. е основана Кредитна кооперация „Надежда“ с пръв председател Тодор Ив. Береков. Първата политическа организация в с. Писарево е БЗНС. През 1921 г. е създадена и група на БКП със секретар Иван Йонков, участник в Септемврийското въстание от 1923 г. През 1932 г. е създаден РМС със секретар Петър Коларов. Учителят Никола Първанов е уволнен през 1934 г. заради участието си в Учителската профопозиция. В Отечествената война през 1944 – 1945 г. от с. Писарево загиват 4 души. На трима от тях – Христо Минков Георгиев, Стефан Пенков Караджов и Кольо Иванов Стойнов има паметна плоча на сградата на кметството. Четвъртият човек е воювал на страната на противниците и затова не е вписан. 
На 28 октомври 1948 г. се създава отдел „Трудово производително земеделско стопанство“ от 38 членове – кооператори с 1122 декара земя. През 1948 г. кооперацията има вършачка, фурна, фуражомелка, магазин (потребителен), кръчма, скотовъдна ферма, сечище, грънчарски отдел.
От 1954 г. до 1958 г. кооперацията в с. Писарево е поделение на кооперацията в с. Красен дол. Когато става обединяване на кооперациите в с. Красен дол и с. Пет могили, кооперацията в с. Писарево преминава към потребителната кооперация в с. Мировци.
Природна забележителност – вековен бряст на площада, изсъхнал през 1994 г. (по слухове е изсъхнал 1 година след като втори човек се е обесил на него). По спомени на жителите на дървото е имало беседка.
Друга забележителност в селото е паметна плоча на младеж на 25 години, който е убит от цигани след свада в кръчмата на селото. След това всички от тази етническа група са изселени от селото.
Народното читалище „Климент Охридски“ (съвременната сграда на кметството) е основано през 1918 г. от секретар – бирника Спас Добрев, земеделеца Досю Гурков и шивача Костадин Геновски. След 1944 г. сред председателите на читалищното настоятелство е Тотка Василева. Към читалището функционират библиотека и състави за художествена самодейност. През 1953 г. е построена нова читалищна сграда.
Наблюдава се засилена миграция към града след 1956 г.
Население към 1926 г. – 999 жители, 1934 г. – 1047 души, 1946 г. – 986 жители, 1969 г. – 410 жители, 1985 г. – 213 жители, 1992 г. – 172 души, 2003 г. – 120 жители, 2001 г. – 90 души, 2011 г. – 39 души.
От 1879 г. с. Писарево е към Гьочерийска община /дн. С. Преселка/. От 1922 г. е център на самостоятелна община. От 1934 г. е в състава на Мировската община, от 1945 г. – в община Красен Дол и от 1959 г. до 1979 г. отново в община Мировци.
През 1997 г. специалисти от Регионален исторически музей – Шумен провеждат комплексна експедиция в село Писарево. Ето какво е записано в раздел „Вести“ в книга 10 от 2002 г.:
„...То се оказа не само изключително красиво малко „балканджийско“ село, но и село със запазени дълбоки спомени за миналото. По време на обхожданията археолозите локализираха обекти от праисторическата до ранно средновековната епоха... Етнографи и историци се срещнаха с потомци на първите заселници. Това са балканджии, дошли от Севлиевския край – селата Бериево, Столап, Кривеник. Времето, в което се заселват се свързва с първите години на века. Още тогава селото се превръща в един от най-развитите грънчарски центрове в Шуменския край. Около 30 – 40 малко грънчарски работилници дават препитания на населението...“

## Население
Численост на населението според преброяванията през годините:
| \| Година на преброяване \| Численост \| \| --------------------- \| --------- \| \| 1934 \| 1047 \| \| 1946 \| 986 \| \| 1956 \| 771 \| \| 1965 \| 507 \| \| 1975 \| 304 \| \| 1985 \| 213 \| \| 1992 \| 172 \| \| 2001 \| 90 \| \| 2011 \| 39 \| \| 2021 \| 28 \| |           |
| Година на преброяване | Численост |
| 1934 | 1047      |
| 1946 | 986       |
| 1956 | 771       |
| 1965 | 507       |
| 1975 | 304       |
| 1985 | 213       |
| 1992 | 172       |
| 2001 | 90        |
| 2011 | 39        |
| 2021 | 28        |

### Етнически състав

#### Преброяване на населението през 2011 г.
Численост и дял на етническите групи според преброяването на населението през 2011 г.:
|                     | Численост | Дял (в %) |
| Общо                | 39        | 100.00    |
| Българи             | 38        | 97.43     |
| Турци               | ?         | ?         |
| Цигани              | —         | —         |
| Други               | —         | —         |
| Не се самоопределят | ?         | ?         |
| Неотговорили        | —         | —         |

- Пенсионерския клуб в селото - бивша спирка
- Сегашната сграда на кметството - бивше читалище.
- църквата отвън
- Църквата отвън.
- Паметна плоча на кметството.
- Църквата отвътре.
- Бившата сграда на ТКЗС.
- Паметна плоча на младеж, убит от цигани.
- Дънерът, останал като спомен от вековния бряст.
- Сградата на училището.
- Кметството сега.
- Сградата на училището сега.

## Религии
Хората в селото са православни. Храмът „Св. Успение Богородично“ (построен през 1914 г.) е със стени от дялан камък. Свещеник на селото е прот. Андрей Стефанов от гр. Нови пазар.

## Редовни събития
Събор на селото – 28 август.
Сборът на селото е последната събота на месец август.